# Prionyx simillimus
Prionyx simillimus är en biart som först beskrevs av Fernald 1907.  Prionyx simillimus ingår i släktet Prionyx och familjen grävsteklar. Inga underarter finns listade i Catalogue of Life.